# Jake Hanna
Jake Hanna (4. dubna 1931 Roxbury, Massachusetts, USA – 12. února 2010 Los Angeles, Kalifornie, USA) byl americký jazzový bubeník. Studoval hudbu na Berklee School of Music a koncem čtyřicátých let hrál v kapele Tommyho Reeda. V roce 1957 se přidal k japonské klavíristce Tošiko Akijoši. Během své kariéry spolupracoval i s dalšími hudebníky, mezi které patří Carl Fontana, Marian McPartland, Herb Ellis, Woody Herman nebo Kai Winding. Zemřel na onemocnění krve ve svých osmasedmdesáti letech.